# Гарстгейзен
Гарстгейзен (нід. Garsthuizen) — село в нідерландській провінції Гронінген. Цей населений пункт одночасно є дамбою. Входить до складу муніципалітету Емсделта. Його населення станом на 2021 рік складало 180 осіб.